# Odontotrypes balthasari
Odontotrypes balthasari là một loài bọ cánh cứng trong họ Geotrupidae. Loài này được MikÜic miêu tả khoa học năm 1958.